# Escape Pod
Escape Pod är en amerikansk poddradio, startad 12 maj 2005, som publicerar science fiction-noveller. Escape Pod grundades av Steve Eley, som drev den tillsammans med redaktören Jeremiah Tolbert till och med maj 2010. Nuvarande redaktör är Mur Lafferty. Avsnitten släpps under en creative commons-licens som tillåter vidare spridning, förutsatt att det inte sker i kommersiellt syfte. För att lämna utrymme åt fantasy och skräck har poddradion två systerprojekt, PodCastle och Pseudopod.